# Semper Fidelis (nagroda)
Semper Fidelis – nagroda przyznawana przez Instytut Pamięci Narodowej za pielęgnację pamięci o polskości Kresów Wschodnich.

## Geneza nagrody
Przemiany historyczne, jakie miały miejsce po zakończeniu II wojny światowej, spowodowały, że poza obszarem Rzeczypospolitej Polskiej znalazły się ziemie silnie związane z polską historią i kulturą. Na terenie dzisiejszej Litwy, Białorusi i Ukrainy pozostały zabytki, obiekty sakralne i użytkowe trwale związane z historią Polski i Polaków. Na tych terenach nadal mieszkają liczni przedstawiciele wspólnot polskich, kultywujący polskie tradycje i podtrzymujący związki z macierzą. Działania związane z upamiętnianiem historii ziem wschodnich II Rzeczypospolitej są również podejmowane przez osoby i instytucje działające na terenie dzisiejszej Polski.
Aby nagrodzić starania tych osób i instytucji w 2019 r. Instytut Pamięci Narodowej ustanowił nagrodę „Semper Fidelis”, która jest honorowym wyróżnieniem przyznawanym osobom aktywnie związanym z dbaniem o zachowanie i upowszechnianie kresowej spuścizny. Instytut Pamięci Narodowej, ustanawiając tę nagrodę, pragnął nagrodzić laureatów za ich trud i wierność ideałom Rzeczypospolitej.

## Historia nagrody
Kapituła Nagrody, której przewodniczy Prezes IPN, może nagrodzić w każdej z edycji do pięciu osób lub instytucji. Dopuszczalne jest przyznanie jednej nagrody „post mortem”. W uzasadnionych przypadkach dodatkowo przyznawane są wyróżnienia.

### I edycja
W 2019 r. nagrodę otrzymali:
- Stefan Adamski – za odrodzenie polskich struktur harcerskich we Lwowie,
- ks. Roman Dzwonkowski – za niesienie pomocy duszpasterskiej Polonii i Polakom poza krajem,
- płk. Weronika Sebastianowicz – za ofiarną służbę na rzecz zachowania pamięci, pomoc środowisku kombatantów, ofiarne i godne reprezentowanie polskiego społeczeństwa na Białorusi,
- „Wołanie z Wołynia” – za propagowanie tematyki związanej z funkcjonowaniem kościołów i środowisk polskich na Wschodzie, jak również kwestii historycznych, m.in. dotyczących zbrodni wołyńskiej,
- Związek Harcerstwa Polskiego na Litwie – za działalność w środowisku młodzieży polskiej w Wilnie i na Wileńszczyźnie.

### II edycja
W 2020 r. nagrodę otrzymali:
- Dora Kacnelson (post mortem) – za badanie i popularyzację kultury polskiej na Kresach Wschodnich,
- Iness Todryk-Pisalnik i Andrzej Pisalnik – za działanie na rzecz Polaków mieszkających na Grodzieńszczyźnie, a także za działanie w wyjątkowo trudnych warunkach politycznych,
- bp Jan Purwiński – za odbudowę swej diecezji, przez co przyczynił się do umocnienia polskości na dawnych Kresach południowo-wschodnich,
- Waldemar Szełkowski – za ożywianie dziejów dawnych Kresów Rzeczypospolitej,
- ks. Roman Twaróg – za odrestaurowanie i przywrócenie wiernym katedry pod wezwaniem świętych apostołów Piotra i Pawła w Kamieńcu Podolskim,
- Stanisław Srokowski (wyróżnienie) – za twórczość, m.in. powieści „Ukraiński kochanek”, „Zdrada” i opowiadania „Nienawiść”, których akcja jest osnuta wokół wołyńskiego ludobójstwa.

Z uwagi na sytuację pandemiczną na terenie kraju wręczenie statuetek i dyplomów odbyło się na gali III edycji w 2021 r.

### III edycja
W 2021 r. nagrodę otrzymali:
- ks. Jan Buras – za otwarcie przestrzeni dla polsko-ukraińskiego dialogu i porozumienia w prawdzie,
- ks. Adam Przywuski – za odbudowę Sanktuarium Maryjnego w Latyczowie oraz za przywrócenie życia religijnego i kulturalnego skupionego wokół Sanktuarium,
- Elżbieta Rusinko – za działalność na rzecz ochrony i popularyzacji polskiego dziedzictwa kulturowego na Kresach,
- Danuta Skalska – za działalność społeczną, popularyzację historii Kresów, inicjowanie projektów: Światowy Kongres Kresowian, Światowy Zjazd Kresowian na Jasnej Górze, Centrum Kresowe,
- Społeczny Komitet Opieki nad Starą Rossą – za opiekę i ratowanie najstarszej wileńskiej nekropolii,
- Maria i Marek Jastrzębscy (wyróżnienie) – za publikację ponad 450 pozycji, wśród nich są dzieła polskich pisarzy z Kresów.

### IV edycja
W 2022 r. nagrodę otrzymali:

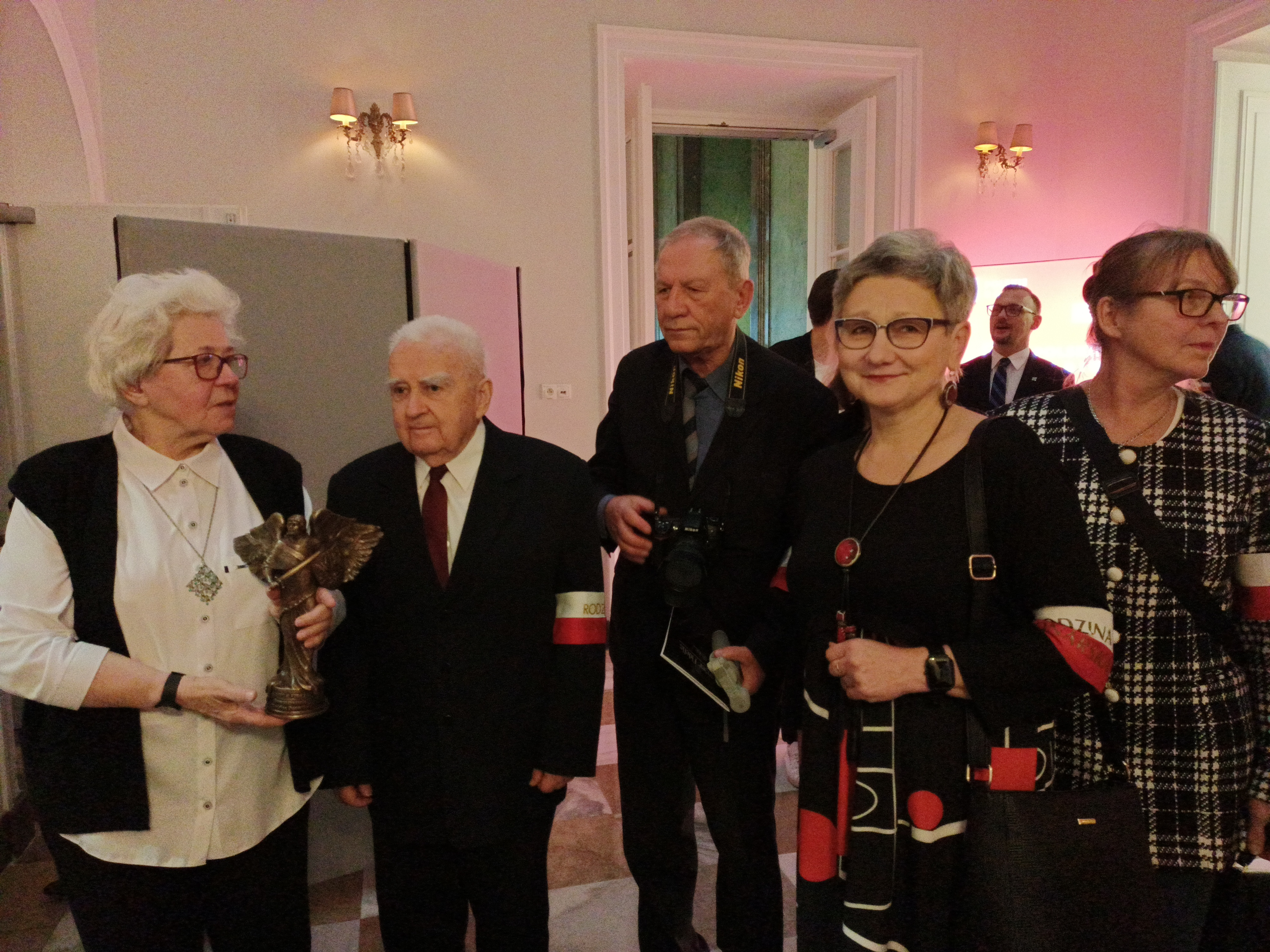
Członkowie Stowarzyszenia Rodzina Ponarska z nagrodą Semper Fidelis. Od lewej: Maria Wieloch, Jan Pilść, Stanisław Bieg, Joanna Janusiak i Anna Bach

- Alwida Antonina Bajor – za pracę w obszarze dziennikarstwa, publicystki i radia na Wileńszczyźnie,
- Jarosław Górecki – za koordynację prac porządkowania cmentarzy Legionów Polskich,
- Wiesław Kapel – za stworzenie w Lubaczowie centrum kultury kresowej,
- Stowarzyszenie Rodzina Ponarska – za upamiętnianie polskich obywateli zamordowanych w Ponarach,
- Mirosław Rowicki (nagroda post mortem) – za działalność na rzecz dialogu i pojednania polsko-ukraińskiego,
- Włodzimierz Bolecki (wyróżnienie) – za odwagę badawczą w dążeniu do prawdy, obiektywne ukazanie życia i twórczości Józefa Mackiewicza.

## Kapituła Nagrody
W Kapitule Nagrody „Semper Fidelis” zasiadają:
- Karol Nawrocki – prezes IPN,
- Adam Hlebowicz – dziennikarz i historyk, dyrektor Biura Edukacji Narodowej Instytutu Pamięci Narodowej,
- Marzena Kruk – dyrektor Archiwum IPN,
- Ewa Siemaszko – badaczka ludobójstwa na wołyńskich Polakach,
- Maciej Wojciechowski – prawnik, działacz Niezależnej Federacji Młodzieży Szkolnej i niezależnych struktur ZHP,
- Leon Popek – historyk, archiwista, opiekun polskich miejsc pamięci na Wołyniu,
- Dariusz Bonisławski – prezes Stowarzyszenia „Wspólnota Polska”,
- Adam Siwek – historyk sztuki, dyrektor Biura Upamiętniania Walk i Męczeństwa IPN,
- Bogusław Nizieński – polski prawnik, sędzia, Rzecznik Interesu Publicznego.

Członkami Kapituły zostają również laureaci poprzednich edycji

## Patroni nagrody
Honorowy patronat nad przyznaniem nagrody w 2021 r. objął Prezes Rady Ministrów Mateusz Morawiecki. Patronami medialnymi są: TVP Polonia, Polskie Radio, Rzeczpospolita, dzieje.pl, wPolityce.pl, Kurier Galicyjski, Kurier Wileński oraz Kresy24.pl.